# Gante-Wevelgem 1977
La Gante-Wevelgem 1977 fue la 39.ª edición de la carrera ciclista Gante-Wevelgem y se disputó el 19 de abril de 1977 sobre una distancia de 277 km.  
El francés Bernard Hinault (Gitane-Campagnolo) se impuso en la prueba en solitario. El italiano Vittorio Algeri y el holandés Piet van Katwijk fueron segundo y tercero respectivamente.

## Clasificación final
| Posición | Ciclista         | Equipo                 | Tiempo    |
| -------- | ---------------- | ---------------------- | --------- |
| 1        | Bernard Hinault  | Gitane-Campagnolo      | 6h 43'00" |
| 2        | Vittorio Algeri  | G.B.C.                 | a 1'24"   |
| 3        | Piet van Katwijk | TI-Raleigh             | a 1'58"   |
| 4        | Walter Godefroot | Ijsboerke-Colnago      | m.t.      |
| 5        | Willy Teirlinck  | Gitane-Campagnolo      | m.t.      |
| 6        | André Dierickx   | Maes Pils-Mini Flat    | m.t.      |
| 7        | Patrick Béon     | Peugeot-Esso-Michelin  | a 2'00"   |
| 8        | Ludo Peeters     | Ijsboerke-Colnago      | a 3'00"   |
| 9        | Pierino Gavazzi  | Jolly Ceramica         | a 3'50"   |
| 10       | Jan Raas         | Frisol-Thirion-Gazelle | m.t.      |